# Ondřej z Holštejna
Jiří z Holštejna a Jedovnic byl moravský pán z rodu pánů z Holštejna.
Jeho otcem byl Vok III. z Holštejna. V písemných pramenech  se uvádí v letech  1402–1414. Dne 6. dubna 1404 vydal Ondřej se svým otcem listinu, ve které se přiznali ke dluhu 50 hřiven grošů  klášteru sv. Kateřiny v Olomouci. Z listiny vyplývá, že Ondřej držel část holštejnského panství se svým otcem, zatímco jeho bratr Vok IV. z Holštejna byl majetkově oddělen. V roce 1406 žaloval Zikmunda z Křižanova, že mu ukradl v Boskovicích čtyři koně a výzbroj. Roku 1408 pohnal k zemskému soudu Jana Pušku z Kunštátu a Otaslavic, že mu kradl krávy, koně, vepře a ovce. 
Ondřej pravděpodobně musel vyřizovat i ustanovení otcovy vůle, protože ho žalovaly jeho sestry Markéta a Anna. Zdá se, že se neoženil, i když existuje možnost, že jeho synem byl tajemný člen rodu Mikuláš Ruda z Holštejna, který se uvádí v letech 1436–1441.